# Tomatsu Haruka
Tomatsu Haruka (戸松 遥 (Hộ Tùng Diêu) sinh ngày 4 tháng 2 năm 1990) là một nữ diễn viên, diễn viên lồng tiếng, ca sĩ người Nhật, được thuê bởi Music Ray'n. Haruka xuất hiện lần đầu tiên làm diễn viên lồng tiếng năm 2007, và được biết đến với vai trò là Asuna trong Sword Art Online, Vashti Mileina trong Mobile Suit Gundam 00, Tsukishima Aoba trong Cross Game, Rukino Saki trong Valvrave the Liberator, Lala Satalin Deviluke trong To Love-Ru, Zero Two trong Darling in the Franxx, và Okumura Haru trong Persona 5. Cô đã nhận được giải thưởng tân binh của năm tại Giải thưởng Seiyu lần thứ 3 năm 2009, và Giải thưởng sức mạnh tổng hợp tại Giải thưởng Seiyu lần thứ 9 năm 2015.
Haruka bắt đầu sự nghiệp ca hát từ năm 2008, bằng cách trình diễn bài hát "Naissance" được sử dụng làm bài hát kết thúc cho loạt phim truyền hình Here Is Greenwood. Đĩa đơn thứ hai của cô là "Motto Hade ni Ne" được sử dụng làm bài hát mở đầu cho Kannagi: Crazy Shrine Maidens. Năm 2009, cô trở thành một phần của đơn vị âm nhạc Sphere, cùng với Aki Toyosaki, Minako Kotobuki, và Ayahi Takagaki. Cô đã phát hành album đầu tiên của mình là Rainbow Road năm 2010, và phát hành hai album tổng hợp vào năm 2016. Cô tuyên bố kết hôn trên blog của mình vào ngày 11 tháng 1 năm 2019.